# الدوري اليوناني 2011–12
الدوري اليوناني لكرة القدم 2011-12 (باليونانية: Σούπερ Λίγκα 2011–12)‏ هو موسم من الدوري اليوناني لكرة القدم. أقيم خلال الفترة 27 أغسطس 2011 وحتى 20 مايو 2012، وأشرف على تنظيمه الاتحاد الإغريقي لكرة القدم، وكان عدد الأندية المشاركة فيه  16، وفاز فيه نادي أولمبياكوس.